# Cúlmerland
Cúlmerland (en polonès: ziemia chełmińska, en alemany Culmer Land o Kulmerland, en prussià antic: Kulma, en lituà: Kulmo žemė) és una regió històrica de l'actual Polònia, situada al centre del país. Formà part d'una regió històrica més gran Prússia i segons alguns autors, també fou part de Pomerània. El nom deriva de la ciutat de Chełmno, antigament anomenada Culm. Actualment la ciutat més gran és Toruń i la segona en importància Grudziądz.

## Localització
Les fronteres naturals d'aquesta regió eren el riu Vístula, a l'oest, l'Osa, afluent del Vístula, al nord. La frontera sud i est estaven menys clares i van variar segons l'època històrica. El riu Drwęca banyava el territori pel sud. Els seus veïns a l'oest eren els pomerels, al nord els pomerans, a l'est els lubites i al sud els masovis.
Actualment està inclosa en el voivodat de Cuiàvia-Pomerània.

## Història

### Primers habitants
La primera vegada que Cúlmerland és citada en un document, és el 1065 en què el duc Boleslau II de Polònia concedia un privilegi per cobrar taxes a una abadia situada a prop de Mogilno. En el document apareix esmentada la ciutat de Chełmno (Culmine), juntament amb altres ciutats que llavors pertanyien a la província de Masòvia. Aquesta àrea, la més propera als polans, fou poblada pels lequites kuyavis i per tribus procedents de la Gran Polònia. Els masovis arribaren amb el seu cap, Masos, que abandonà el duc polonès Boleslau I i cercà refugi entre els prussians. Quan aquesta zona fou sotmesa pels governants polans, Chełmno esdevingué la capital. Cúlmerland fou cristianitzada durant el segle xi.
Segons el testament del duc Boleslau III de Polònia, Cúlmerland, després de la seva mort el 1138, esdevingué part del Ducat de Masòvia governat pel seu fill Boleslau IV i pels seus descendents durant la fragmentació feudal de Polònia. Tanmateix, els prussians i també els pomeranis moltes vegades aconseguiren alliberar-se d'aquesta subjugació gràcies a l'expansionisme dels ducs polonesos.
Vers el segle xiii, aquest territori patí els atacs dels prussians, que saquejaren Chełmno, el 1216. El 1220 Conrad I de Masòvia, amb el suport d'altres prínceps de Polònia, engegà una reconquesta parcial de Cúlmerland, però el projecte d'establir una defesa polonesa fallà a causa de conflictes entre els diversos prínceps. Conrad convidà els cavallers de l'Orde de Dobrzyń a fer una croada per Masòvia, els quals construïren el castell de Dobrzyń el 1224 com a base per les seves operacions militars contra els prussians. Com a resultat, el territori tornà a ser saquejat i devastat pels prussians i acabà sent una zona despoblada.

### Germanització i cristianització
Conrad, implicat en lluites dinàstiques i amb un estat massa feble per defensar-se dels prussians per si mateix, necessitava reforçar les fronteres, ja que la província de Masòvia era el primer lloc en perill després que els prussians atacaren Płock. Conrad confià la protecció de la devastada Cúlmerland a l'Orde Teutònic i els donà Nieszawa per establir-se. Aquest fou l'inici d'una colonització alemanya a Płock.
El 1226 el duc Conrad I of Masovia demanà ajut a l'Orde Teutònic per protegir Masòvia que a canvi completaren la cristianització de la regió i l'administrarien com a feu. Cúlmerland esdevindria la base de l'Estat Teutó que acabaria conquerint l'anomenada Prússia Oriental.
L'Orde Teutònic obtingué una butlla signada per l'emperador Frederic II i el papa Gregori IX. El 1243 el legat papal Guillem de Mòdena] dividí Prússia en quatre diòcesis dependents de l'arquebisbat de Riga, una de les quals era la diòcesi de Culm (Chełmno).

### Regne de Polònia i Regne de Prússia
Acabada la Guerra dels Trenta Anys entre les ciutats prussianes i els cavallers teutons, amb la Segona Pau de Thorn (1466), Cúlmerland quedà integrada dins la corona polonesa, com a part de la Prússia Reial.
El 1772, com a resultat de la primera partició de Polònia, Cúlmerland (amb l'excepció de Toruń) passà a formar part del Regne de Prússia. Entre el 1807 i el 1815 Cúlmerland va pertànyer al Gran Ducat de Varsòvia. El 1815 esdevingué part del Gran Ducat de Posen, però el 1817 fou incorporada en la Prússia Occidental.

### Des del segle XX
El gener del 1920, amb el Tractat de Versalles, Cúlmerland tornà a ser territori de Polònia. El setembre del 1939 fou ocupada per l'exèrcit nazi durant la invasió de Polònia i annexada al Reich durant l'octubre, tot i que sense el reconeixement internacional. Pel gener del 1945 fou capturada per l'exèrcit soviètic que l'alliberà del domini alemany.
En l'actualitat aquesta regió està habitada per unes 650000 persones. Les ciutats més poblades són: Toruń, Grudziądz, Brodnica, Chełmno, Golub-Dobrzyń, Chełmża, Wąbrzeźno, Nowe Miasto Lubawskie, Lubawa i Lidzbark.